# Clematis akebioides
Clematis akebioides är en ranunkelväxtart som först beskrevs av Carl Maximowicz, och fick sitt nu gällande namn av Hort. och Veitch. Clematis akebioides ingår i släktet klematisar, och familjen ranunkelväxter. Inga underarter finns listade i Catalogue of Life.